# (9723) 1981 EP13
(9723) 1981 EP13 (1981 EP13, 1985 RH1) — астероїд головного поясу, відкритий 1 березня 1981 року.
Тіссеранів параметр щодо Юпітера — 3,693.